# Rodmell
Rodmell est un village et une paroisse civile du district de Lewes en Sussex de l'Est, Angleterre.
Rodmell se situe à 4,8 km (3 miles) au sud-ouest de Lewes, sur la route de Lewes à Newhaven, et sur la rive occidentale de la rivière Ouse. Le village est desservi par la gare de Southease, ouverte en 1906.
On y trouve une église normande dédiée à St Pierre, dont la façade est de style saxon, antérieure au bâtiment lui-même.
Monk's House est peut-être le bâtiment le plus célèbre du village. Ce cottage fut la demeure de la femme de lettres Virginia Woolf pendant 21 ans, jusqu'à sa mort en 1941. Elle quitta cette maison pour la dernière fois le 28 mars 1941, traversa à pied les champs jusqu'à la rivière Ouse, où elle se noya. Son mari Leonard Woolf continua de vivre en ces lieux jusqu'à sa mort, en 1969. Après quelques résidents successifs, la propriété fut acquise par l'Université de Sussex, avant d'être finalement achetée et restaurée par le National Trust.

## Sources
- (en) Cet article est partiellement ou en totalité issu de l’article de Wikipédia en anglais intitulé « Rodmell » (voir la liste des auteurs).